# Phyllomimus sinicus
Phyllomimus sinicus är en insektsart som beskrevs av Max Beier 1954. Phyllomimus sinicus ingår i släktet Phyllomimus och familjen vårtbitare. Inga underarter finns listade i Catalogue of Life.